# Élections fédérales canadiennes de 1911
L'élection fédérale canadienne de 1911, soit la 12e élection générale depuis la confédération canadienne de 1867, se déroule le 21 septembre 1911 dans le but d'élire les députés de la 12e législature à la Chambre des communes du Canada. Elle marque la fin de quinze ans de gouvernement sous le Parti libéral de Wilfrid Laurier. L'élection était une confrontation sur les enjeux du libre-échange avec les États-Unis et de la création d'une marine canadienne. Le Parti conservateur remporte l'élection et forme un gouvernement majoritaire sous Robert Borden.

## Contexte
Les libéraux de Laurier, après plusieurs années au pouvoir, avaient rencontré de sérieux problèmes au cours de leur dernier mandat, surtout lors du débat sur la marine canadienne. Laurier, habituellement passé maître dans l'art d'atteindre l'équilibre entre le Canada français et le Canada anglais, avait échoué sur cette question et finit par s'aliéner les deux groupes. Le nationaliste québécois Henri Bourassa avait claqué la porte du Parti libéral puisqu'il était dégoûté par les politiques du gouvernement, qu'il considérait être trop proche des Britanniques. De nombreux Canadiens anglais en Ontario et dans les provinces maritimes trouvaient, au contraire, que Laurier abandonnait les liens traditionnels du Canada avec le Royaume-Uni.
La base d'appui des libéraux se déplace vers l'Ouest canadien, qui était à la recherche de marchés pour ses produits agricoles et avait longtemps été pour le libre-échange avec les États-Unis. Cependant, les gens d'affaires du Québec et de l'Ontario, où l'économie était plutôt axée sur le secteur manufacturier et bénéficiait du protectionnisme, étaient fortement opposée au libre-échange. Les libéraux, qui étaient depuis longtemps idéologiquement des grands partisans du libre-échange, décident de faire de la question le point central de leur stratégie électorale, et ils négocient avec les États-Unis un accord de libre-échange sur des produits dits naturels.
Toutefois, la campagne se déroule mal pour les libéraux. Les puissants intérêts manufacturiers de Toronto et Montréal changent d'allégeance et transfèrent leur financement aux conservateurs. Les conservateurs affirment que le libre-échange minerait la souveraineté canadienne, affaiblirait les liens du Canada avec l'Empire britannique et mènerait à l'annexion éventuelle du Canada par les États-Unis.
L'élection de 1911 est souvent comparée avec l'élection fédérale de 1988, dont l'enjeu principal était encore la question du libre-échange avec les États-Unis. Ironiquement, en 1988, les positions des deux partis seront inversées, et les libéraux s'opposaient maintenant au projet de libre-échange des conservateurs.

## Résultats

### Pays
|                                                                                 |                             |                          |                |        |        |         |           |         |         |
| Parti                                                                           | Parti                       | Chef                     | # de candidats | Sièges | Sièges | Sièges  | Voix      | Voix    | Voix    |
| Parti                                                                           | Parti                       | Chef                     | # de candidats | 1908   | Élus   | Diff.   | #         | %       | Diff.   |
|                                                                                 | Conservateur 1              | Robert Borden            | 208            | 82     | 131    | +59,8 % | 625 697   | 48,03 % | +3,08 % |
|                                                                                 | Libéral-conservateur        | Robert Borden            | 2              | 3      | 1      | -66,7 % | 6 842     | 0,53 %  | -0,74 % |
|                                                                                 | Libéral ²                   | Wilfrid Laurier          | 214            | 133    | 85     | -36,1 % | 596 871   | 45,82 % | -3,05 % |
|                                                                                 | Conservateur indépendant    | Conservateur indépendant | 3              | -      | 3      |         | 12 499    | 0,96 %  | +0,50 % |
|                                                                                 | Travailliste                |                          | 3              | 1      | 1      | -       | 12 101    | 0,93 %  | +0,04 % |
|                                                                                 | Inconnu                     | Inconnu                  | 10             | -      | -      | -       | 25 857    | 1,98 %  | +0,83 % |
|                                                                                 | Indépendant                 | Indépendant              | 12             | 1      | -      | -100 %  | 10 346    | 0,79 %  | -0,65 % |
|                                                                                 | Socialiste                  |                          | 6              | -      | -      | -       | 4 574     | 0,35 %  | -0,17 % |
|                                                                                 | Nationaliste-conservateur ³ |                          | 2              | *      | -      | *       | 4 399     | 0,34 %  | *       |
|                                                                                 | Nationaliste                |                          | 1              | *      | -      | *       | 3 533     | 0,27 %  | *       |
| Total                                                                           | Total                       | Total                    | 461            | 220    | 221    | +0,5 %  | 1 302 719 | 100 %   |         |
| Sources : http://www.elections.ca — Historique des circonscriptions depuis 1867 |                             |                          |                |        |        |         |           |         |         |

Notes :
* N'a pas présenté de candidats lors de l'élection précédente.
1 Un candidat conservateur élu sans opposition en Ontario.
² Un candidat libéral élu sans opposition en Ontario et deux candidats libéraux élus sans opposition au Québec.
³ Deux candidats se présentent sans succès sous la bannière « Nationaliste-conservateur ». Dans les deux cas, ils sont les seuls candidats opposés aux candidats libéraux. Il semblerait donc qu'ils soient les candidats du Parti conservateur.

### Par province
| Parti                                 | Parti                     | Parti        | C-B  | AB   | SK   | MB   | ON   | QC   | N-B  | N-É  | ÎPE  | YK   | Total |
| ------------------------------------- | ------------------------- | ------------ | ---- | ---- | ---- | ---- | ---- | ---- | ---- | ---- | ---- | ---- | ----- |
|                                       | Conservateur              | Sièges :     | 7    | 1    | 1    | 8    | 71   | 26   | 5    | 9    | 2    | 1    | 131   |
|                                       | Conservateur              | Voix (%) :   | 58,7 | 38,5 | 39,0 | 51,9 | 53,5 | 44,1 | 43,6 | 44,5 | 51,1 | 60,8 | 48,0  |
|                                       | Libéral                   | Sièges :     | -    | 6    | 9    | 2    | 13   | 36   | 8    | 9    | 2    | -    | 85    |
|                                       | Libéral                   | Voix (%) :   | 37,7 | 53,3 | 59,4 | 44,8 | 41,2 | 44,6 | 47,7 | 55,2 | 48,9 | 39,2 | 45,8  |
|                                       | Conservateur indépendant  | Sièges :     |      |      |      |      | 1    | 2    |      |      |      |      | 3     |
|                                       | Conservateur indépendant  | Voix (%) :   |      |      |      |      | 1,5  | 1,6  |      |      |      |      | 1,0   |
|                                       | Travailliste              | Sièges :     |      |      |      |      | -    | 1    |      |      |      |      | 1     |
|                                       | Travailliste              | Voix (%) :   |      |      |      |      | 0,1  | 3,6  |      |      |      |      | 0,9   |
|                                       | Libéral-conservateur      | Sièges :     |      | -    |      |      | 1    |      |      |      |      |      | 1     |
|                                       | Libéral-conservateur      | Voix (%) :   |      | 4,1  |      |      | 0,8  |      |      |      |      |      | 0,5   |
| Total sièges                          | Total sièges              | Total sièges | 7    | 7    | 10   | 10   | 86   | 65   | 13   | 18   | 4    | 1    | 221   |
| Partis n'ayant remporté aucun siège : |                           |              |      |      |      |      |      |      |      |      |      |      |       |
|                                       | Inconnu                   | Voix (%) :   |      | 1,0  |      |      | 2,1  | 2,6  | 8,7  |      |      |      | 2,0   |
|                                       | Indépendant               | Voix (%) :   |      | 3,1  | 1,6  | 0,3  | 0,5  | 1,2  |      | 0,3  |      |      | 0,8   |
|                                       | Socialiste                | Voix (%) :   | 3,7  |      |      | 3,0  | 0,2  | 0,1  |      |      |      |      | 0,4   |
|                                       | Nationaliste-conservateur | Vote (%):    |      |      |      |      | 0,3  | 1,0  |      |      |      |      | 0,3   |
|                                       | Nationaliste              | Voix (%) :   |      |      |      |      |      | 1,1  |      |      |      |      | 0,3   |